# Animal Ambition: An Untamed Desire To Win
Animal Ambition: An Untamed Desire To Win – piąty studyjny album amerykańskiego rapera 50 Centa, którego premiera odbyła się 3 czerwca 2014 roku. Płyta została wydana nakładem wytwórni G-Unit Records i Caroline Records. Animal Ambition (...) jest pierwszym wydawnictwem rapera po odejściu z wytwórni Interscope Records i Aftermath Entertainment, z którą Curtis współpracował od 12 lat. Na albumie usłyszymy takich gości jak Yo Gotti, Jadakiss, Prodigy, Kidd Kidd, Styles P, Mr. Probz czy Guordan Banks. W wersji podstawowej album zawiera 11 utworów. Wszystkie tytuły raper wydał jako single, do nich powstały teledyski. Wersja poszerzona zawiera dodatkowo trzy piosenki.

## Lista utworów
Źródło.
1. "Hold On"
2. "Don't Worry 'Bout It" (feat. Yo Gotti)
3. "Animal Ambition"
4. "Pilot"
5. "Smoke" (feat. Trey Songz)
6. "Everytime I Come Around" (feat. Kidd Kidd)
7. "Irregular Heartbeat" (feat. Jadakiss & Kidd Kidd)
8. "Hustler"
9. "Twisted" (feat. Mr. Probz)
10. "Winners Circle" (feat. Guordan Banks)
11. "Chase the Paper" (feat. Prodigy, Kidd Kidd & Styles P)
12. "The Funeral" (utwór dodatkowy)
13. "You Know" (utwór dodatkowy)
14. "Flip On You" (feat. Schoolboy Q) (utwór dodatkowy)